# Petăr Popangelov
Petăr Popangelov (in cirillico: Петър Попангелов?, traslitterato anche Peter Popangelov; Samokov, 31 gennaio 1959) è un ex sciatore alpino bulgaro, vincitore della Coppa Europa nel 1977.

## Biografia
Specialista delle prove tecniche, Popangelov debuttò in campo internazionale nel 1976, quando vinse la medaglia d'oro nello slalom speciale e quella d'argento nello slalom gigante agli Europei juniores di Gällivare 1976 ed esordì ai Giochi olimpici invernali, classificandosi 26º nello slalom gigante di Innsbruck 1976. Ottenne il primo risultato di rilievo in Coppa del Mondo il 10 gennaio 1977 giungendo 10º nello slalom speciale di Berchtesgaden; in quella stessa stagione 1976-1977 si aggiudicò la Coppa Europa, grazie anche a quattro vittorie e piazzandosi 2º sia nella classifica di slalom gigante sia in quella di slalom speciale, mentre agli Europei juniores di Kranjska Gora 1977 conquistò nuovamente la medaglia d'oro nello slalom speciale.
Il 15 gennaio 1978 sul classico tracciato Männlichen/Jungfrau di Wengen conquistò il primo podio in Coppa del Mondo, piazzandosi 2º in slalom speciale alle spalle dell'austriaco Klaus Heidegger, e ai successivi Mondiali di Garmisch-Partenkirchen 1978 fu 12º nello slalom gigante. L'8 gennaio 1980 salì per l'unica volta sul gradino più alto del podio in Coppa del Mondo, a Lenggries in slalom speciale, e ai successivi XIII Giochi olimpici invernali di Lake Placid 1980, dopo esser stato portabandiera della Bulgaria durante la cerimonia di apertura, si classificò 27º nello slalom gigante e  6º nello slalom speciale; nelle medesime specialità ai successivi XIV Giochi olimpici invernali di Sarajevo 1984 si piazzò rispettivamente al 21º e  al 6º posto. In Coppa del Mondo conquistò l'ultimo podio il 16 dicembre 1984 in slalom speciale sulla 3-Tre di Madonna di Campiglio (3º) e l'ultimo piazzamento il 16 dicembre 1986 nelle medesime località e specialità (14º); ai XV Giochi olimpici invernali di Calgary 1988, suo congedo agonistico, fu 16º nello slalom speciale.

## Bilancio della carriera
Primo sciatore originario del suo Paese ad ottenere risultati lusinghieri nello sci alpino, Popangelov, nonostante un unico successo in Coppa del Mondo, fu uno dei protagonisti dello slalom speciale, tra il finire degli anni 1970 e l'inizio del decennio successivo, ovvero nel periodo dominato dal fuoriclasse svedese Ingemar Stenmark. L'atleta terminò l'attività agonistica con undici podi complessivi in Coppa del Mondo, tutti in slalom speciale.

## Palmarès

### Europei juniores
- 3 medaglie[1][2]:
  - 2 ori (slalom speciale a Gällivare 1976; slalom speciale a Kranjska Gora 1977)
  - 1 argento (slalom gigante a Gällivare 1976)

### Coppa del Mondo
- Miglior piazzamento in classifica generale: 12º nel 1978
- 11 podi (tutti in slalom speciale):
  - 1 vittoria
  - 6 secondi posti
  - 4 terzi posti

#### Coppa del Mondo - vittorie
| Data           | Località  | Paese          | Specialità |
| -------------- | --------- | -------------- | ---------- |
| 8 gennaio 1980 | Lenggries | Germania Ovest | SL         |

Legenda:

SL = slalom speciale

### Coppa Europa
- Vincitore della Coppa Europa nel 1977[2][3]
- 4 podi (dati parziali):
  - 4 vittorie[2][5]

### Coppa Europa - vittorie
| Data          | Località  | Paese    | Specialità |
| ------------- | --------- | -------- | ---------- |
| 1977          | ?         | ?        | ?          |
| 13 marzo 1977 | Borovec   | Bulgaria | SL         |
| 17 marzo 1977 | Folgarida | Italia   | GS         |
| 18 marzo 1977 | Folgarida | Italia   | SL         |

Legenda:

GS = slalom gigante

SL = slalom speciale